# In a World...
In a World... is een Amerikaanse komische film uit 2013, geschreven, geregisseerd en gecoproduceerd door Lake Bell.

## Verhaal
Sam Sotto, de onbetwiste meester in voice-over, heeft zojuist zijn autobiografie gepubliceerd en zal een onderscheiding ontvangen voor zijn geweldige carrière. Zijn dochter, Carol Salomon, een stemcoach, is in de schaduw van haar vader gebleven. Sam vraagt Carol het huis te verlaten, zodat hij bij zijn 30-jarige vriendin, Jamie, kan gaan wonen. Carol gaat bij haar zus Dani wonen. De promotors van The Amazon Games, een filmserie in productie, hopen de beroemde Don LaFontaine in te huren als voice-over voor de trailer. Maar Sam biedt zijn vriend Gustav Warner aan voor de rol, maar hij slaagt er niet in de taak te voltooien, dus de studio-ingenieur, Louis, vraagt Carol om een testtape en zij krijgt de baan. Ze verzuimt haar egoïstische vader over dit succes te vertellen. Gustav en Sam minachten deze onbekende vrouw die hun werk heeft "gestolen".

## Rolverdeling
| Acteur           | Personage        | Opmerkingen    |
| ---------------- | ---------------- | -------------- |
| Lake Bell        | Carol Solomon    |                |
| Fred Melamed     | Sam Soto         |                |
| Rob Corddry      | Moe              |                |
| Alexandra Holden | Jamie            |                |
| Eva Longoria     | Eva Longoria     |                |
| Ken Marino       | Gustav Warner    |                |
| Demetri Martin   | Louis            |                |
| Tig Notaro       | Cher             |                |
| Nick Offerman    | Heners           |                |
| Michaela Watkins | Dani             |                |
| Geena Davis      | Katherine Huling |                |
| Talulah Riley    | Pippa            |                |
| Don LaFontaine   | Don LaFontaine   | Archiefbeelden |

## Release en ontvangst

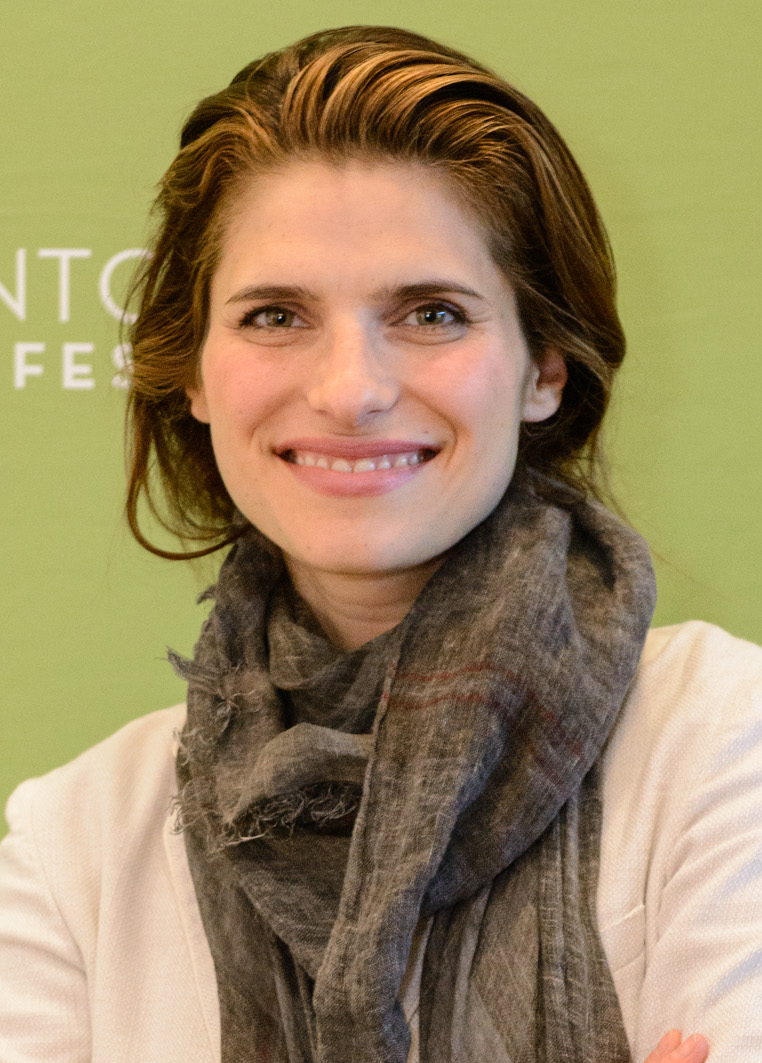
Lake Bell bij het Filmfestival van Montclair ter promotie van In A World ..

De film ging in première op 20 januari 2013 op  het Sundance Film Festival in Park City en werd positief ontvangen door de filmpers. Op Rotten Tomatoes heeft In a World... een waarde van 92% en een gemiddelde score van 7,50/10, gebaseerd op 132 recensies. Op Metacritic heeft de film een gemiddelde score van 79/100, gebaseerd op 30 recensies.

## Prijzen en nominaties
De belangrijkste prijzen en nominaties die de film ontving waren:
| Jaar | Prijs                                       | Categorie                     | Genomineerde(n)          | Uitslag     |
| ---- | ------------------------------------------- | ----------------------------- | ------------------------ | ----------- |
| 2013 | National Board of Review of Motion Pictures | Top 10 Independent Films      | Top 10 Independent Films | Gewonnen    |
| 2013 | Sundance Film Festival                      | Beste scenario                | Lake Bell                | Gewonnen    |
| 2013 | Sundance Film Festival                      | Grote juryprijs (dramatisch)  | Lake Bell                | Genomineerd |
| 2014 | American Comedy Awards                      | Beste komische actrice (film) | Lake Bell                | Genomineerd |
| 2014 | Independent Spirit Awards                   | Beste eerste scenario         | Lake Bell                | Genomineerd |